# Linea del tempo (rappresentazione grafica)

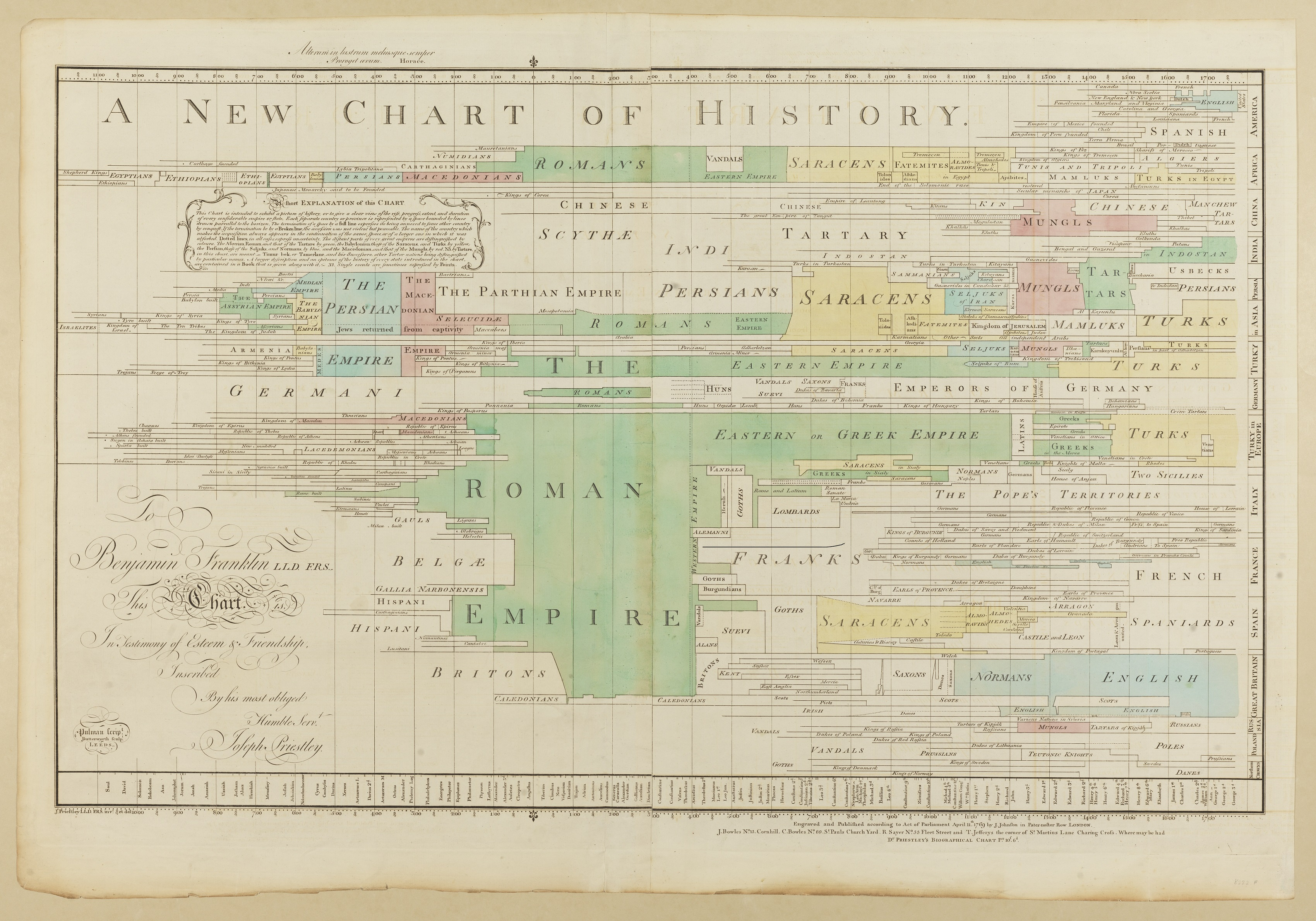
A New Chart of History di Joseph Priestley (1765).

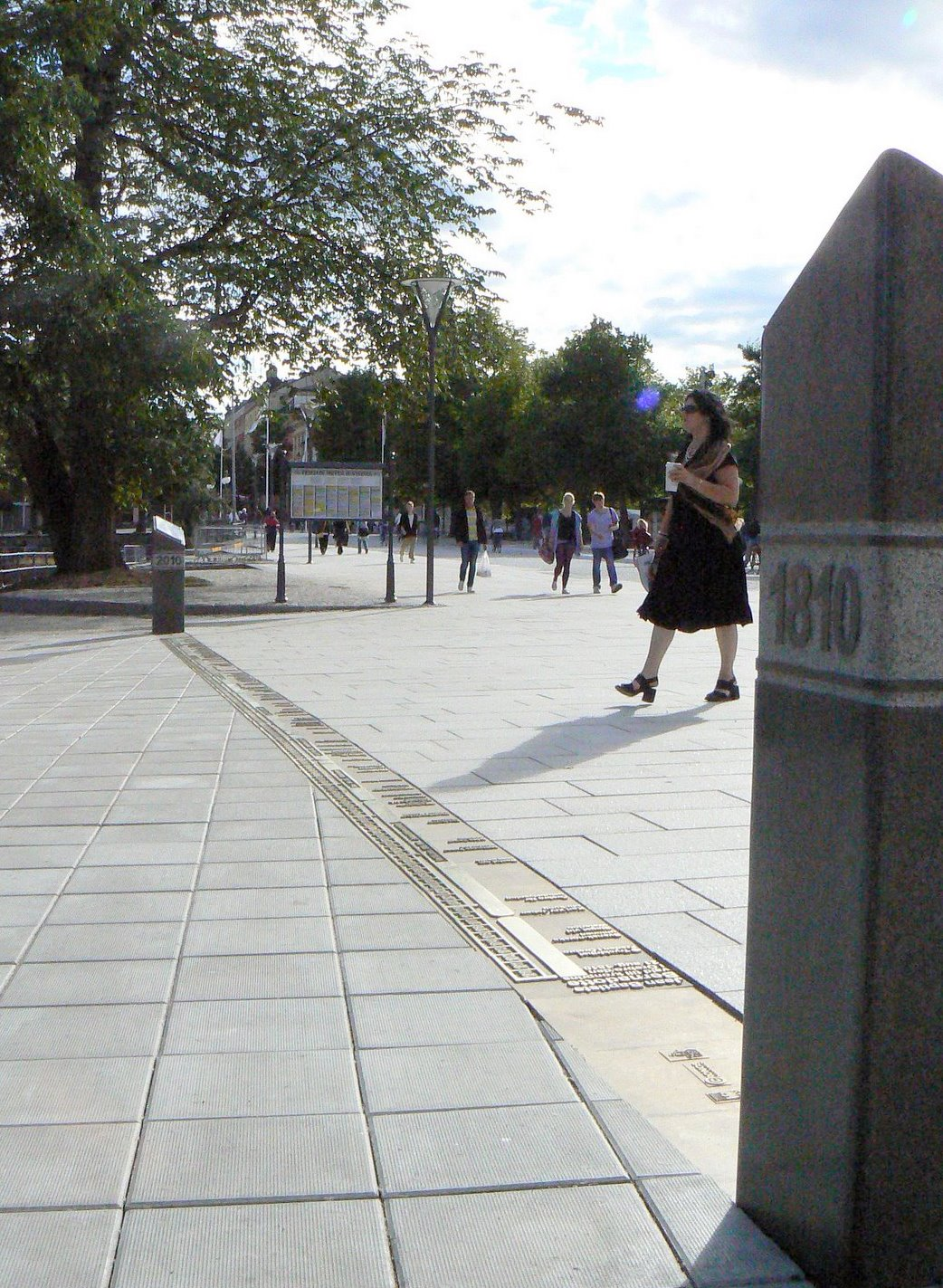
"15 metri di storia", esempio di linea del tempo "fisica", realizzata in bronzo, a Örebro, in Svezia.

Una linea del tempo è un modo per rappresentare, in ordine cronologico, il succedersi di una serie di eventi, in molteplici campi di interesse, come la successione di accadimenti in qualche ambito della storia umana o della cronaca, la scansione temporale di eventi della biosfera, della geologia, dell'astrofisica o dell'astronomia, ecc.

## Panoramica
Nel mostrare una determinata serie cronologica di eventi, le linee del tempo possono usare varie scale del tempo, a seconda del soggetto o dell'epoca in cui è stata realizzata. Spesso, la scala temporale è di tipo lineare, in cui una determinata unità di lunghezza corrisponde sempre allo stesso intervallo di tempo, che dipende, a sua volta, dal tipo di successione di eventi che si intende rappresentare. In una successione di eventi che vuol rappresentare l'evoluzione della vita sulla Terra, ad esempio, l'intervallo unitario sarà molto ampio, in quanto la cronologia abbraccia milioni di anni. In una cronologia di un fatto di cronaca, invece, la scala temporale si dipanerà su intervalli più brevi (ore, minuti, giorni, a seconda dei casi). In altri casi, invece, come scale di tempo molto ampie o molto piccole, risulta più utile rappresentare la cronologia su una scala logaritmica del tempo.
Esistono vari tipi di linee del tempo:
- testuali, etichettate come testo;
- numeriche, in cui le etichette sono rappresentate da numeri, in genere dei grafi lineari;
- Interattive, in cui, nei vari punti, o in corrispondenza degli eventi, è possibile cliccare o effettuare uno zoom.

Esistono molti metodi per visualizzare tali rappresentazioni cronologiche: da un punto di vista storico, le linee del tempo erano, in origine,  delle immagini statiche, disegnate o stampate su un supporto fisico (come la carta). In tali rappresentazioni è importante il design grafico e l'abilità dell'artista a mostrare i dati.
Con l'uso di tecnologie digitali e interattive, in genere attraverso un software grafico, le linee del tempo non sono più condizionate dalle limitazioni funzionali e in termini di spazio visivo da cui sono affette quelle cartacee. Un esempio in tal senso è fornito dal progetto ChronoZoom, un'iniziativa open source, ideata dal celebre geologo Walter Álvarez, insieme a Roland Saekow, per un software libero in grado di fornire efficaci rappresentazioni interattivi di successioni di eventi su scala temporale più ampia possibile, dal Big Bang al tempo presente.